# 霍恩埃肯
霍恩埃肯（德語：Hohenecken）是德国莱茵兰-普法尔茨州凯撒斯劳滕的市辖区。1969年之前，该地一直是独立的市镇。当地有霍恩埃肯城堡（Burg Hohenecken）。1913年比伯米尔铁路（Biebermühlbahn）通车时，在铁路线上的该地曾修建车站却又随后废弃，然而在2017年车站又开始续建。
除凯撒斯劳滕外，最近的大城市的是大约70公里以东的路德维希港、约80公里东北的美因茨和约70公里以西的萨尔布吕肯。 